# Amurinlinna
Amurinlinna (en français : château d'Amuri) est un ensemble résidentiel construit dans le quartier d'Amuri de Tampere en Finlande.

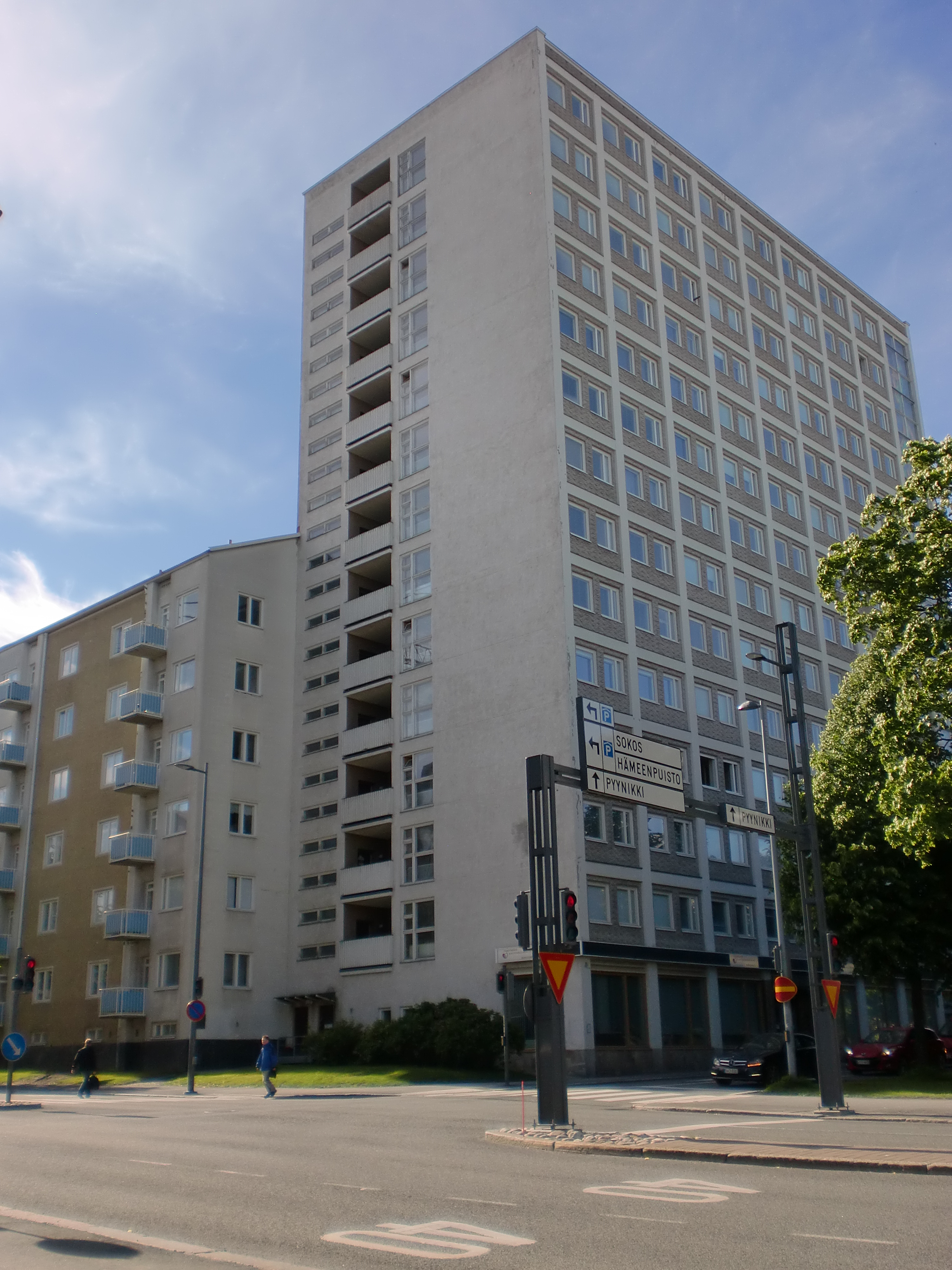
Amurinlinna

## Description
Amurinlinna est un îlot urbain construit en 1949–1955 pour loger les employés de Finlayson.
Un concours d'architecte est remporté par le professeur Erik Bryggman et construits par Rakennustoimisto Tähtinen & Sola Oy.
Les autres architectes concurrents étaient Aarne Ervi et Bertel Strömmer. 
Amurinlinna comprenait aussi une piste de bowling, une bibliothèque, une laverie, un jardin d'enfants et une cafeteria.